# 查布嘎图苏木
查布嘎图苏木是中华人民共和国内蒙古自治区通辽市扎鲁特旗下辖的一个苏木。
2012年1月20日，内蒙古自治区人民政府批复同意从乌力吉木仁苏木划出部分区域，设置查布嘎图苏木，辖巴彦花、北乌嘎拉吉、中乌嘎拉吉、南乌嘎拉吉、查布嘎图、乃仁、阿古拉、保安8个嘎查村，驻巴彦花。

## 行政区划
查布嘎图苏木下辖以下村级行政区划单位：
巴彦花嘎查、阿古拉嘎查、乃仁嘎查、南乌嘎拉吉嘎查、中乌嘎拉吉嘎查、北乌嘎拉吉嘎查、查布嘎图嘎查和保安村。